# Elisabeth (musical)
Az Elisabeth című musical Erzsébet császárné és királyné életén alapszik. 1992-ben mutatták be a bécsi Theater an der Wienben. A szöveget Michael Kunze írta, a zenét Lévay Szilveszter szerezte. A musical más országokban, többek közt Magyarországon (bemutató: 1996 augusztusa, Dóm tér, Szeged) is nagy sikert aratott, Kerényi Miklós Gábor rendezte, Gajdos József koreografálta, címszerepét Sáfár Mónika játszotta.

## Története
- The Last Dance részletRészlet a musical koreai nyelvű változatából, Kim Dzsunszu (Halál) előadásában

Nem tudod lejátszani a fájlt?

### Prológus
A merénylet után csaknem száz évvel a bíró hangját halljuk, aki kihallgatja Luchenit, Elisabeth gyilkosát. A merénylő kijelenti, hogy csak szívességet tett a császárnénak, hiszen az úgyis a Halál jegyese volt. Lucheni bizonyítékul megidézi Elisabeth kortársait, még egyszer feltámasztja a Habsburgok letűnt világát. Hirtelen közöttük terem a Halál
- egy rendkívül vonzó fiatalember képében, aki beismeri, hogy valóban szerelemmel szerette Elisabeth-et. Lucheni mesélni kezdi a császárné életét, mely nem más, mint Elisabeth és a Halál szerelmének története.

### Első felvonás

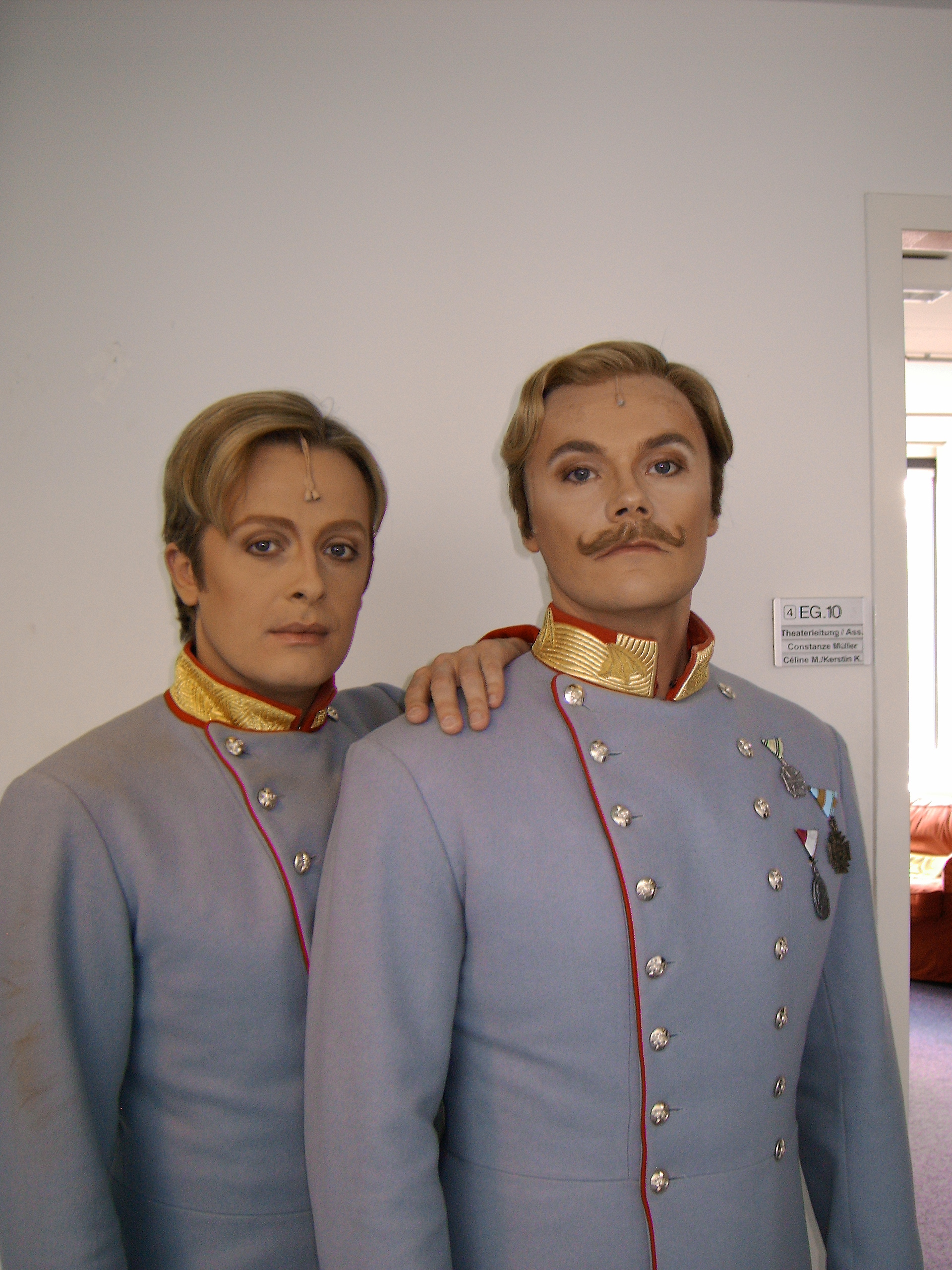
Ross Antony mint Rudolf és Haldor Laegreid mint Ferenc József a 2005-ös stuttgarti előadás előtt

Max bajor herceg, Elisabeth apja Münchenbe készül. Tizenöt éves leánya, Elisabeth könyörög neki, hogy vigye magával, hadd meneküljön el ő is az unalmas családi összejövetel elől. A nevelőnő figyelmezteti a leányt hercegnői kötelességeire.
Nagy a társaság Elisabeth anyjánál, Ludovikánál, aki tájékoztatja az előkelő vendégeket idősebb leányának, Helene-nek az osztrák császárral hamarosan bekövetkező eljegyzéséről. Elisabeth mindeközben egy veszélyes cirkuszi mutatvánnyal rémíti meg a vendégeket. Elisabeth lezuhan, és először találkozik a Halállal.
A bécsi udvar, ahol Ferenc József császár uralkodik, oszt kegyelmet és halált anyja, Zsófia főhercegnő felügyelete mellett és intelmei szerint.
1853 augusztusa. Zsófia akarata szerint Ferenc József arra készül, hogy feleségül vegye unokahúgát, Helene-t. Csakhogy az eljegyzésen, a jegyesek első találkozásakor a császár beleszeret Helene húgába, Elisabeth-be.
1854 április. A fényes császári esküvő. Lucheni szerint ekkor kezdődik a Habsburg birodalom bukása.
Az előkelő vendégsereg a császári esküvőre és Elisabeth személyére tesz megjegyzéseket. Megjelenik a Halál, mint Ferenc József vetélytársa.
Elisabeth számára a bécsi udvar rideg és ellenséges világ. Zsófia szakadatlanul bírálja a fiatal császárné viselkedését. Anyjával szemben Ferenc József sem védi meg ifjú hitvesét.
Elisabeth úgy érzi, elárulták. Amikor anyósa elveszi tőle gyermekeit, mélabúja gyűlöletté változik.
A császári pár Magyarországra látogat. A magyar arisztokraták rajonganak Elisabeth-ért. A Halál első figyelmeztetésként magával ragadja Elisabeth kislányát, Sophie-t.
Közben Ausztria politikai helyzete egyre válságosabbra fordul, a bécsi polgárok unottan várják a közelgő világvégét.
Elisabeth ultimátumot ad Ferenc Józsefnek: válasszon az anyja és őközte. Legfőbb követeléseként magának kívánja vissza a gyermekek neveltetéséről való gondoskodást. Az ismét megjelenő Halál hívására Elisabeth megint nemet mond.
Lucheni szítja a forradalmi hangulatot. Azt állítja, a népnek azért nem jut tej, mert Elisabeth-nek minden tejre szüksége van a fürdőihez.
A császárné valóban fényűző módon ápolja szépségét. Megjelenik Ferenc József, és közli, hogy teljesíti felesége követeléseit. Elisabeth most mindennél biztosabban tudja, hogy a maga útját kell járnia.

### Második felvonás
Lucheni a felvonást bevezető dalában kigúnyolja és felületes közhelynek nevezi a XIX. és XX. századi felületes Elisabeth-imádatot.
Elisabeth nagy győzelme az osztrák-magyar kiegyezés, a budai koronázási ceremónia. Az általános ünneplés közepette Lucheni megjegyzi, hogy mindez a Habsburg birodalom közeli végét ígéri.
Elisabeth továbbra is saját elképzelései szerint él, és elhanyagolja túl érzékeny kisfiát, Rudolfot. A Halál az alkalmat kihasználva felajánlja a barátságát a fiúnak.
Elisabeth meglátogat egy elmegyógyintézetet. Az esemény botrányba fullad, az egyik ápolt asszony őrjöngve állítja, hogy ő a császárné.
Elisabeth anyósa, Zsófia és a hatalmától megfosztott udvari kamara arról tanácskozik, hogyan lehetne kivonni a császárt felesége hatása alól. Elhatározzák, hogy Ferenc Józsefet hűtlenségre csábítják.
A város leghíresebb bordélyában, Wolfnénál megjelenik a császár egykori szárnysegédje, hogy keressen egy lányt Ferenc József számára. Lucheni megjegyzi, hogy a kiválasztott lány fertőzött…
Schönbrunnban az orvos képében megjelenő Halál közli Elisabeth-tel, hogy hűtlen férje súlyos nemi betegséggel fertőzte meg. A császárné kétségbe esik, de mégsem hallgat a Halál hívó szavára.
Ferenc József és Zsófia főhercegnő összecsapása Elisabeth miatt. A meddő vita végén az anya azzal búcsúzik fiától, hogy Ferenc József túl későn fog rádöbbenni, mit köszönhetett neki.
Elisabeth nyugtalanul utazgat Európában. Ferenc Józsefet a vágy és a lelkiismeretfurdalás hajtja asszonya után. Lucheni szerint Elisabeth az öregedés elől menekül.
Eközben a Halál arra biztatja Rudolfot, lázadjon fel apja ellen. A trónörökösben megfogannak a veszedelmes gondolatok.
Rudolf találkozik a bizalmatlan magyar összeesküvőkkel. A konspiráció lelepleződik, Ferenc József fájdalommal állapítja meg, hogy saját fia árulta el.
Korfun Elisabeth megidézi rajongva szeretett apja szellemét, aki meg is jelenik neki. A császárné rádöbben, hogy sosem volt szabad. 
Bécsben új idők járják, új mozgalmak törnek előre. Az antiszemita, németbarát Schönerer híveinek tüntetésekor megjelenik a fasizmus szelleme.
Rudolf kilátástalan helyzetében felkeresi az anyját, hogy járjon közben érte a császárnál. Elisabeth azonban elutasítja fia kérését, mondván, még érte sem alázkodik meg Ferenc József előtt.
Rudolf öngyilkossága kínzó önváddal tölti el Elisabeth-et. Most szívesen követné fiát, ám ekkor a Halál az, aki visszautasítja: így és most nem kell neki az asszony.
Ezek után Ferenc József még egy kísérletet tesz, hogy hátralévő éveiket együtt éljék le. Ám végül mindketten belátják, hogy házasságuk helyrehozhatatlanul tönkrement. Kezdetét veszi az „utolsó tánc”.
Ferenc József rémálmában találkozik vetélytársával, a Halállal, és megjelenik előtte a Habsburg-ház elkerülhetetlen bukása. A császár hasztalan próbálja elűzni a szörnyű képeket, és nem sikerül megmentenie Elisabeth-et sem: a Halál Lucheninek dobja a gyilkos fegyvert.

### Epilógus
Akárcsak az előadás kezdetén, ismét a bíró hangját halljuk. A kihallgatás folytatódik. Lucheni elmeséli a merényletet. Elisabeth küzdelmes élete a Genfi-tó partján ér véget; a boldogtalan császárné szenvedélyes, megváltó csókban forr össze a Halállal.

## Magyar bemutató
A darabot Magyarországon 1996. augusztus 17-én mutatták be először a Szegedi Szabadtéri Játékokon, a Budapesti Operettszínház előadásában. A musical rendezője Kerényi Miklós Gábor volt.

### Szereplők
|                   | Szeged 1996                                         | Budapest 1996                                       | Miskolc 2000                                        | Budapest 2002                                    | Budapest 2012                                                           | Győri Nemzeti Színház, 2019             | Kecskeméti Katona József Színház, 2021   | Budapest Aréna 2025  |
| ----------------- | --------------------------------------------------- | --------------------------------------------------- | --------------------------------------------------- | ------------------------------------------------ | ----------------------------------------------------------------------- | --------------------------------------- | ---------------------------------------- | -------------------- |
| Elisabeth         | Safár Mónika / Janza Kata                           | Safár Mónika / Janza Kata                           | Janza Kata / Seres Ildikó / Nyári Szilvia           | Janza Kata / Polyák Lilla                        | Janza Kata / Vágó Bernadett / Füredi Nikolett                           | Bori Réka / Fehér Nóra / Vágó Bernadett | Bori Réka / Polyák Lilla / Kovács Gyopár | Janza Kata           |
| Halál             | Mester Tamás / Szabó P. Szilveszter / Németh Attila | Mester Tamás / Szabó P. Szilveszter / Németh Attila | Szabó P. Szilveszter / Kamarás Máté / Németh Attila | Szabó P. Szilveszter / Németh Attila             | Szabó P. Szilveszter / Kamarás Máté /Homonnay Zsolt / Dolhai Attila     | Csiszár István / Kocsis Dénes           | Koltai-Nagy Balázs                       | Szabó P. Szilveszter |
| Luigi Lucheni     | Földes Tamás / Forgács Péter                        | Földes Tamás / Forgács Péter                        | Földes Tamás / Dézsy Szabó Gábor                    | Földes Tamás / Forgács Péter / Dézsy Szabó Gábor | Száraz Tamás /Meszáros Árpád Zsolt / Kerényi Miklós Máté / Földes Tamás | Fejszés Attila / Szemenyei János        | Szemenyei János / Serbán Attila          | Földes Tamás         |
| Ferenc József     | Sasvári Sándor / Buch Tibor / Lux Ádám              | Sasvári Sándor / Buch Tibor / Lux Ádám              | Molnár Erik / Pintér Tibor                          | Sasvári Sándor / Bereczki Zoltán                 | Bereczki Zoltán / Bálint Ádám                                           | Nagy Balázs / Másik Lehel               | Orth Péter                               | Bálint Ádám          |
| Zsófia            | Molnár Piroska / Hámori Ildikó                      | Molnár Piroska / Hámori Ildikó                      | Komáromy Éva                                        | Molnár Piroska / Hámori Ildikó                   | Kállay Bori / Nádasi Veronika                                           | Mózes Anita / Lázin Beatrix             | Märcz Fruzsina                           | Molnár Piroska       |
| Rudolf            | Szomor György / Kiss Zoltán                         | Szomor György / Kiss Zoltán                         | Dolhai Attila / Arany Tamás                         | Kiss Zoltán / Dolhai Attila                      | Kocsis Dénes / Gömöri András Máté / Szabó Dávid                         | Kurucz Dániel / Vastag Tamás            | Varga-Huszti Máté                        | Dolhai Attila        |
| Ludovika/Wolfné   | Felföldi Anikó                                      | Felföldi Anikó                                      | Molnár Anna                                         | Felföldi Anikó                                   | Felföldi Anikó / Csengeri Ottília / Kapócs Zsóka                        | Molnár Ágnes                            | Magyar Éva                               | Náray Erika          |
| Max               | Marik Péter                                         | Marik Péter                                         | Kulcsár Imre                                        | Marik Péter                                      | Dézsy Szabó Gábor                                                       | Forgács Péter / Pálfalvy Attila         | Pál Attila                               | Pálfalvy Attila      |
| Eszterházy grófnő | Sz. Nagy Ildikó                                     | Sz. Nagy Ildikó                                     | Eperjesi Erika                                      | Sz. Nagy Ildikó                                  | Sz. Nagy Ildikó / Ullmann Zsuzsa                                        | Wolf Ildikó                             | Schupp Gabriella                         | Sz. Nagy Ildikó      |